# Slittino ai I Giochi olimpici giovanili invernali - Staffetta mista
La gara della staffetta mista di slittino ai I Giochi olimpici giovanili invernali di Innsbruck 2012 si è tenuta sulla pista dell'Olympic sliding centre di Igls il 17 gennaio. Hanno preso parte a questa gara 44 atleti in rappresentanza di 11 nazioni. L'ordine di partenza di ogni team prevedeva la discesa del singolo femminile, seguita da quella del singolo maschile e successivamente dal doppio maschile.

## Risultato
| Pos. | Pett.          | Atleta                                                                                     | Nazione     | Tempi delle manches  | Tempo totale | Distacco |
| ---- | -------------- | ------------------------------------------------------------------------------------------ | ----------- | -------------------- | ------------ | -------- |
|      | 8-1 8-2 8-3    | Summer Britcher Tucker West Tyler Andersen Patrick Edmunds                                 | Stati Uniti | 44"658 46"686 46"966 | 2'18"310     |          |
|      | 9-1 9-2 9-3    | Saskia Langer Christian Paffe Tim Brendel Florian Funk                                     | Germania    | 44"788 46"766 47"154 | 2'18"708     | +0"398   |
|      | 7-1 7-2 7-3    | Miriam Kastlunger Armin Frauscher Thomas Steu Lorenz Koller                                | Austria     | 44"676 46"902 47"285 | 2'18"863     | +0"553   |
| 4    | 10-1 10-2 10-3 | Viktorija Demčenko Aleksandr Stepičev Jurij Kalinin Sergej Beljaev                         | Russia      | 45"336 46"911 47"434 | 2'19"681     | +1"371   |
| 5    | 5-1 5-2 5-3    | Andrea Vötter Daniel Gatterer Florian Gruber Simon Kainzwaldner                            | Italia      | 44"932 47"943 46"982 | 2'19"857     | +1"547   |
| 6    | 11-1 11-2 11-3 | Ulla Zirne Riks Kristens Rozītis Kristens Putins Imants Marcinkēvičs                       | Lettonia    | 44"742 48"197 47"184 | 2'20"123     | +1"813   |
| 7    | 6-1 6-2 6-3    | Olena Stec'kiv Anton Dukač Volodymyr Bur'ij Anatolij Lehedza                               | Ucraina     | 45"556 46"852 47"781 | 2'20"189     | +1"879   |
| 8    | 3-1 3-2 3-3    | Dar'ja Kudrjavceva Sergey Korzhnev Stanislav Mal'cev Oleg Faschutdinov                     | Kazakistan  | 45"752 47"401 47"843 | 2'20"996     | +2"686   |
| 9    | 4-1 4-2 4-3    | Nikola Drajnová Jozef Petrulak Jozef Čikovský Patrik Tomaško                               | Slovacchia  | 45"969 47"911 47"396 | 2'21"276     | +2"966   |
| 10   | 1-1 1-2 1-3    | Natalia Magdalena Biesiadzka Jakub Kowalewski Jakub Grzegorz Firlej Mateusz Robert Wozniak | Polonia     | 45"549 48"192 48"172 | 2'21"913     | +3"603   |
| 11   | 2-1 2-2 2-3    | Anamaria Loredana Sovaiala Daniel Vladut Popa Cosmin Atodiresei Ștefan Musei               | Romania     | 45"821 49"340 48"150 | 2'23"311     | +5"001   |

Legenda:
- Pos. = posizione
- Pett. = pettorale